# ミラ・ゴルボビッチ
ミラ・ゴルボヴィッチ（Mira Golubović、1976年10月15日 - ）は、セルビアの元女子バレーボール選手。元ユーゴスラビア代表。

## 来歴
ユーゴスラビア（現クロアチア）のメトコヴィチ出身。
ユーゴスラビア（当時）、ルーマニア、イタリアのクラブリーグを経験し、2000年にユーゴスラビア代表に初選出される。
2002年、東レアローズに入団。第9回Vリーグでは3位となった。その後はスペイン、スイス、ロシアのリーグで活躍。
2010年よりアゼルバイジャンリーグの強豪ラビタ・バクーでプレーし、2010/11シーズンと2012/13シーズンではともに準優勝を果たした。2013年、スイスのVBCチューリッヒに移籍した。佐野優子とはチームメイトであった。同年の世界クラブ選手権に出場し、4位となった。

## 所属クラブ
- Radnički Beograd（1993-1994年）
- Jedinstvo Užice（1994-1998年）
- Rapid Bucarest（1998-1999年）
- バレー・ベルガモ（1999-2000年）
- Pallavolo Reggio d'Émilie（2000年）
- ペルージャ（2000-2002年）
- 東レアローズ（2002-2003年）
- Club Voleibol Las Palmas（2003-2005年）
- CVテネリフェ（2005-2006年）
- VBCチューリッヒ（2006-2007年）
- オミチカ・オムスク（ロシア語版）（2007-2009年）
- CSU Metal Galați（2009-2010年）
- ラビタ・バクー（2010-2013年）
- VBCチューリッヒ （2013-2014年）